# Hyllus carbonarius
Hyllus carbonarius är en spindelart som beskrevs av Roger de Lessert 1927. Hyllus carbonarius ingår i släktet Hyllus och familjen hoppspindlar. Inga underarter finns listade i Catalogue of Life.